# Sergio Padt
Sergio Padt (6 de junio de 1990) es un futbolista neerlandés que juega de portero para el P. F. C. Ludogorets Razgrad de la Primera Liga de Bulgaria.
Padt jugaba antes en un préstamo de AFC Ajax para HFC Haarlem en la primera división y después para Go Ahead Eagles en la primera división de Bélgica de AA Gent. Representó al equipo de Holanda sub-17 en el 2007 UEFA Campeonato de fútbol Europeo sub-17. 

## Carrera en club

### AFC Ajax
Primero para unirse al Ajax, Padt jugó para R.K.S.V: Pancratius y SV Hoofddorp. El 28 de marzo de 2008, firmó su primer contrato con el Ajax, por lo que el director técnico del Ajax, Martin van Geel dijo: «Este coraje de Sergio es eso que lo hace un jugador completo. Es alto, puede unirse en el juego del balón, es bueno en las situaciones de uno-a-uno y tiene todo lo que yo busco en un portero del Ajax.»

### HFC Haarlem
Empezando 2010, Padt fue enviado fuera en un préstamo en primera división con HFC Haarlem para ganar más experiencia. Hizo su debut el 22 de enero de 2010 con un 0-3 lejos de perder contra SBV Excelsior. Eso podría llegar a ser su único juego con el Haarlem porque el equipo poco después entró en bancarrota, lo que significó su regreso al Ajax por el resto de la temporada 2009-10. 

### Go Ahead Eagles
Para la temporada 2010-11, Padt firmó un nuevo contrato con el Ajax y estuvo de nuevo fuera en un préstamo, esta vez con Go Ahead Eagles. El 16 de agosto de 2010 debutó en Eerste Divisie con el primer partido del equipo en la temporada contra Sparta Rotterdam. Padt empezó como portero en Deventer. Era notable con mucha importancia perduró y se convirtió en el jugador favorito de los aficionados.

### KAA Gent
El 30 de junio de 2011 Padt sostuvo un acuerdo con AA Gent. Y el 6 de julio fue transferido finalmente. Firmó su contrato hasta 2013. El 27 de noviembre de 2011 hizo oficial su debut en la liga profesional Belga de Gante, con una victoria 2-0 contra RC Genk. 

### FC Groningen
El 22 de junio de 2014 se anunció que Padt había firmado un trato con FC Groningen, remplazando a Marco Bizot que había sido vendido al Racing Genk.

## Carrera internacional
Padt representó a Holanda con el equipo sub-17 en el “2007 UEFA Campeonato de fútbol Europeo sub-17” (2007 UEFA European Under-17 Football Championship).
Padt fue titular en los primeros tres encuentros de grupos contra Bélgica, Islandia e Inglaterra, pero el equipo no puedo calificarse a la segunda etapa. A principios de 2009, Padt estaba jugando con la selección de los Países Bajos sub-21, y aun siendo Tim Krul su portero titular ahora, él recibió primero la llamada del mánager Cor Pot para “Campeonato Europeo sub-21” (2011 European U-21 Championship) en el partido de calificación contra Finlandia. El 18 de mayo de 2010, Padt hizo su debut para la selección sub-21 en un partido contra Portugal

## Estadistas
| Actuación del club  | Actuación del club  | Actuación del club      | Liga           | Liga  | Copa           | Copa     | Continental    | Continental | Total          | Total |
| Temporada           | Club                | Liga                    | Colaboraciones | Goles | Colaboraciones | Goles    | Colaboraciones | Goles       | Colaboraciones | Goles |
| Países Bajos        | Países Bajos        | Países Bajos            | Liga           | Liga  | KNVB Cup       | KNVB Cup | Europe         | Europe      | Total          | Total |
| ------------------- | ------------------- | ----------------------- | -------------- | ----- | -------------- | -------- | -------------- | ----------- | -------------- | ----- |
| 2009–10             | Haarlem             | Primera división        | 1              | 0     | -              | -        | -              | -           | 1              | 0     |
| 2010–11             | Go Ahead Eagles     | Primera división        | 34             | 0     | -              | -        | -              | -           | 34             | 0     |
| 2011–12             | AA Gent             | Primera liga de Bélgica | 21             | 0     | -              | -        | -              | -           | 41             | 0     |
| 2012–13             | AA Gent             | Primera liga de Bélgica | 23             | 0     | -              | -        | -              | -           | 41             | 0     |
| 2013–14             | AA Gent             | Primera liga de Bélgica | 11             | 0     | -              | -        | -              | -           |                |       |
| total de la carrera | total de la carrera | total de la carrera     | 90             | 0     | -              | -        | -              | -           | 90             | 0     |

## Palmarés

### Títulos nacionales
| Título                   | Club                        | País         | Año  |
| ------------------------ | --------------------------- | ------------ | ---- |
| Copa de los Países Bajos | F. C. Groningen             | Países Bajos | 2015 |
| Supercopa de Bulgaria    | P. F. C. Ludogorets Razgrad | Bulgaria     | 2021 |
| Primera Liga de Bulgaria | P. F. C. Ludogorets Razgrad | Bulgaria     | 2022 |
| Supercopa de Bulgaria    | P. F. C. Ludogorets Razgrad | Bulgaria     | 2022 |
| Copa de Bulgaria         | P. F. C. Ludogorets Razgrad | Bulgaria     | 2023 |
| Primera Liga de Bulgaria | P. F. C. Ludogorets Razgrad | Bulgaria     | 2023 |
| Supercopa de Bulgaria    | P. F. C. Ludogorets Razgrad | Bulgaria     | 2023 |
| Primera Liga de Bulgaria | P. F. C. Ludogorets Razgrad | Bulgaria     | 2024 |
| Supercopa de Bulgaria    | P. F. C. Ludogorets Razgrad | Bulgaria     | 2024 |
| Primera Liga de Bulgaria | P. F. C. Ludogorets Razgrad | Bulgaria     | 2025 |
| Copa de Bulgaria         | P. F. C. Ludogorets Razgrad | Bulgaria     | 2025 |